# Gary L. Francione
Gary Lawrence Francione, född 1954, är professor i juridik vid Rutgers University, New Jersey. Han är framför allt känd för sitt arbete inom djurrättsjuridik.